# A magyar jobbágyság története
A magyar jobbágyság története egy 20. század eleji magyar történelmi mű, amely a magyarországi jobbágyság történetét dolgozta fel, témakörében elsőként, erős kontrasztban mutatva be a magyarországi nemesség történetéhez képest.

## Jellemzői
A Budapesten a Politzer-féle Könyvkiadóvállalat gondozásában 1906-ban megjelent munka szerzője a zsidó származású korabeli ismert történész, Acsády Ignác volt, aki kisebb monográfiái mellett szerkesztőségi tagja volt az 1890-es években megjelent Szilágyi Sándor-féle Millenniumi történelemnek és A magyar birodalom története (1903–1904) című nagy szintézisnek is. A A magyar jobbágyság története  a szerző utolsó munkája volt, aki még 1906-ban el is hunyt. 
A magyar történészek közül Acsády volt az első, aki részletes, átfogó, és terjedelmes (több mint 500 oldalas) feldolgozást készített a különböző magyarországi paraszti rétegekről a honfoglalás (896) korától az 1848-as jobbágyfelszabadításig. Korábbi műveivel szemben a szerző erősen a történelmi materializmus szemszögéből szemlélte a magyar történelmet, és nagy hangsúlyt fektetett a „feudális kizsákmányolás” kifejtésére. Bár a honfoglalás utáni 200–300 évet – a mai történetírástól eltérően – a parasztság szempontjából pozitívan értékelte, mint amikor a „szabad népesség rendi válaszfalakkal még nem volt különálló érdekcsoportokra felosztva”, azt követően viszont „a rendi gőg, a termelő munka s vele a munkások megvetése egyre eltűnőbben kiéleződtek”. Acsády ítélete szerint körülbelül a 14. század közepétől kezdve „kétféle, érdekeiben, érzelmeiben, szükségleteiben, törekvéseiben egymástól mindinkább eltávolodó magyar nép élt a haza földjén. Az egyik uralkodott, a másik dolgozott; az egyik parancsolt, a másik engedelmeskedett”.
A Dózsa György-féle parasztfelkelés után az 1514-es törvénykönyv és a Werbőczi-féle Hármaskönyv pedig egyenesen „helotizálták, rabszolgaságba döntötték a magyar jobbágyságot”. Bár Mária Terézia 1767-es úrbéri rendelete a javulás irányába mutatott, egészen 1848-ig kellett várni a jobbágyság terheinek megszűnésére.

## Újabb kiadások
Ugyanakkor 1908-ban, majd 1944-ben ismét megjelent a Faust Imre Könyvkiadó gondozásában. Mivel szemlélete megfelelt az 1945 utáni idők politikai nézeteinek is, 1948-ban negyedik kiadásban is megjelenhetett a Szikra Könyvkiadó jóvoltából. Az 1900-as évek eleji kiadások napjainkban már antikváriumokban is nehezen elérhetőek, az 1940-es évekbeliek esetében erre nagyobb az esély. Új kiadása a műnek azóta nincs, de 2011-ben a Históriaantik Kiadó reprint kiadásban ismét megjelentette az első kiadást.
Napjainkban a mű ingyenes elektronikus formában is olvasható a REAL-EOD honlapjáról.

## Kritikák
A művet Erdélyi László Gyula bencés szerzetes részesített kritikában Egyházi földesúr és szolgái a középkorban (Budapest, 1907) című könyvével, majd 1944-ben Wellmann Imre Parasztnépünk múltjának feltárása, II. rész, Hitel, 303–305. o.)